# الحفارون (جماعة)

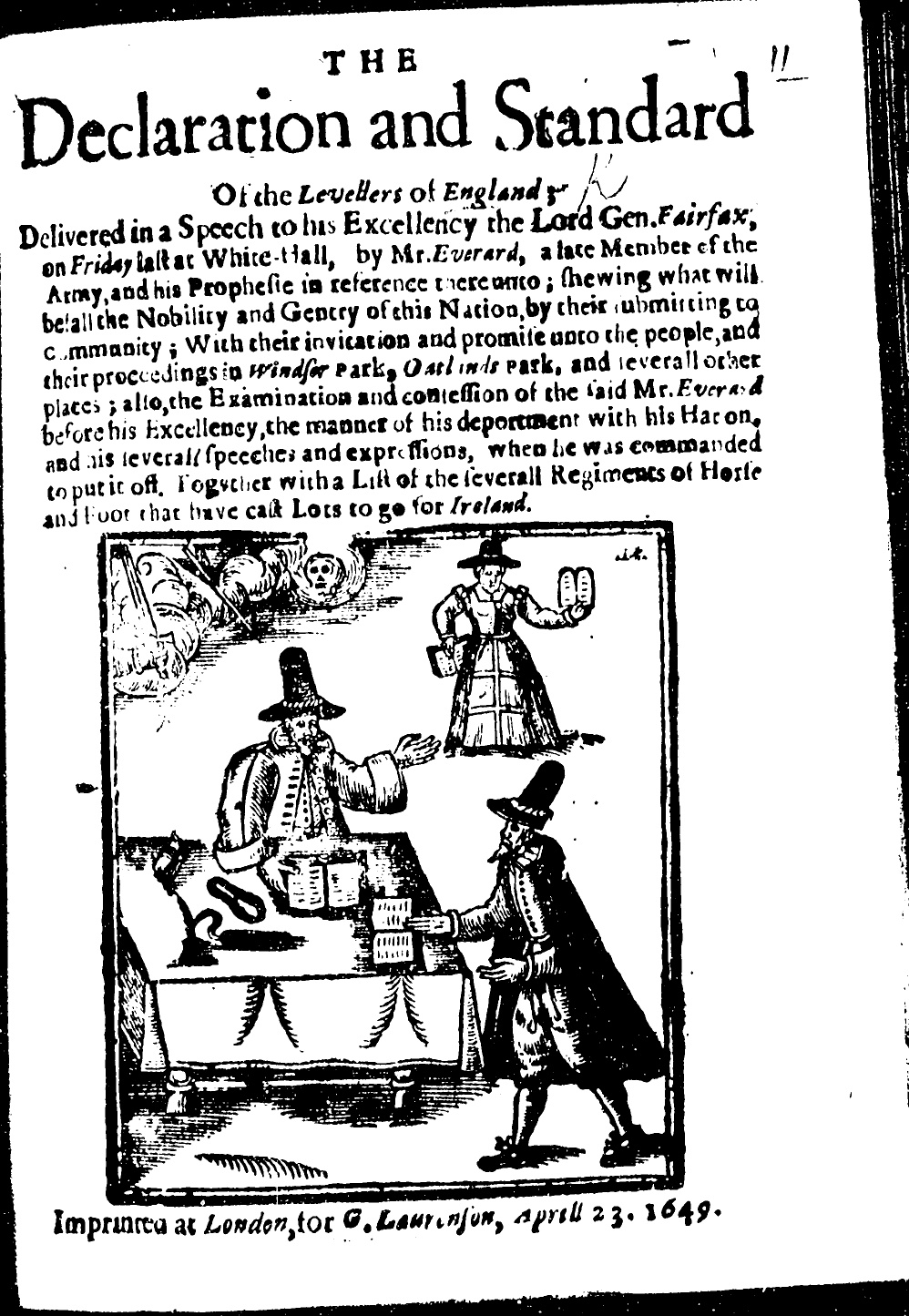

جماعة الحفارون (بالإنجليزية: Diggers)‏ هي حركة راديكالية بروتستانتية أسسها جيرارد ونستنلي عام 1649.
سعت الحركة إلى مقاومة الفقر وسيطرة رجال الكنيسة الكاثوليكية على مقدرات الشعب، وكانت تنادي هذه الحركة الثورية بأن الأرض هي ملك للجميع وبإلغاء المال وتوزيع الثروات الطبيعية على الشعب بالتساوي وزراعة الأرض في نظام اشتراكي وتقديس العمل الجماعي ولهذا فقد دُعيت بحركة الحفارين، وقد قامت الحركة فعلاً بالاستيلاء علي الأراضي وزراعتها على تل سانت جورج وليتل هيث وويلنبرج وايفر، وتعد هذه الحركة هي أول حركة أناركية اشتراكية في العصر الحديث.